# Устав Новгородской области
Уста́в Новгородской о́бласти — Основной закон Новгородской области, высший законодательный акт субъекта Российской Федерации. Устав закрепляет правовой статус Новгородской области как субъекта Федерации, организацию государственной власти, порядок нормотворческой деятельности, административно-территориальное деление и организацию местного самоуправления.

## История
31 августа 1994 года Устав принят Новгородской областной Думой, подписан Главой администрации Новгородской области Михаилом Прусаком и вступил в силу со дня его официального опубликования в газете «Новгородские ведомости», № 139 от 16 сентября 1994 года. Действует на основании ч. 2 ст. 5 Конституции РФ 

## Общие положения
Устав состоит из:
- преамбулы

Новгородская областная Дума, руководствуясь статьей 66 Конституции Российской Федерации, основываясь на истории, традициях и культуре Новгородской области;
признавая принципы правового государства и гражданского общества;
исходя из необходимости закрепления правового статуса Новгородской области и создания правовой основы для ее всестороннего развития;
стремясь к утверждению социального согласия, доверия и взаимопонимания в Новгородской области;
учитывая уникальные природные богатства, необходимость их сохранения и рационального использования в интересах всего населения Новгородской области и будущих поколений ее жителей;

принимает Устав Новгородской области (далее - Устав области), обладающий высшей юридической силой в системе нормативных правовых актов органов государственной власти Новгородской области.
- 7 разделов
- и 54 статей>.

## Список изменяющих документов
В редакции областных законов Новгородской области:

## Структура Устава
Раздел 1. Статус Новгородской области — субъекта Российской ФедерацииВключает определение статуса Новгородской области, общие нормы о территории, принципах организации государственной власти и местного самоуправления, об осуществлении международных и внешнеэкономических связей, гербе и иной символике области
Раздел 2. Административно-территориальное устройство Новгородской областиВключает нормы административно-территориального устройства Новгородской области
Раздел 3. Экономические и финансовые основы Новгородской областиВключает нормы о собственности области, о порядке управления и распоряжения собственностью, о бюджетной системе области
Раздел 4. Законодательный (представительный) орган государственной власти Новгородской областиВключает нормы о статусе и полномочиях деятельности областной Думы
Раздел 5. Органы исполнительной власти Новгородской областиВключает нормы о статусе и полномочиях Губернатора, Правительства Новгородской области
Раздел 6. Местное самоуправление в Новгородской областиВключает нормы о признании и гарантиях местного самоуправления области, о порядке осуществления местного самоуправления, взаимодействии органов власти и местного самоуправления
Раздел 7. Заключительные положенияВключает нормы о введении Устава в действие, о государственной защите Устава, о порядке внесений поправок в Устав